# Monanus longicornis
Monanus longicornis es una especie de coleóptero de la familia Silvanidae.

## Distribución geográfica
Habita en Singapur, Filipinas y Sumatra en  (Indonesia).